# Wilhelm von Kobell

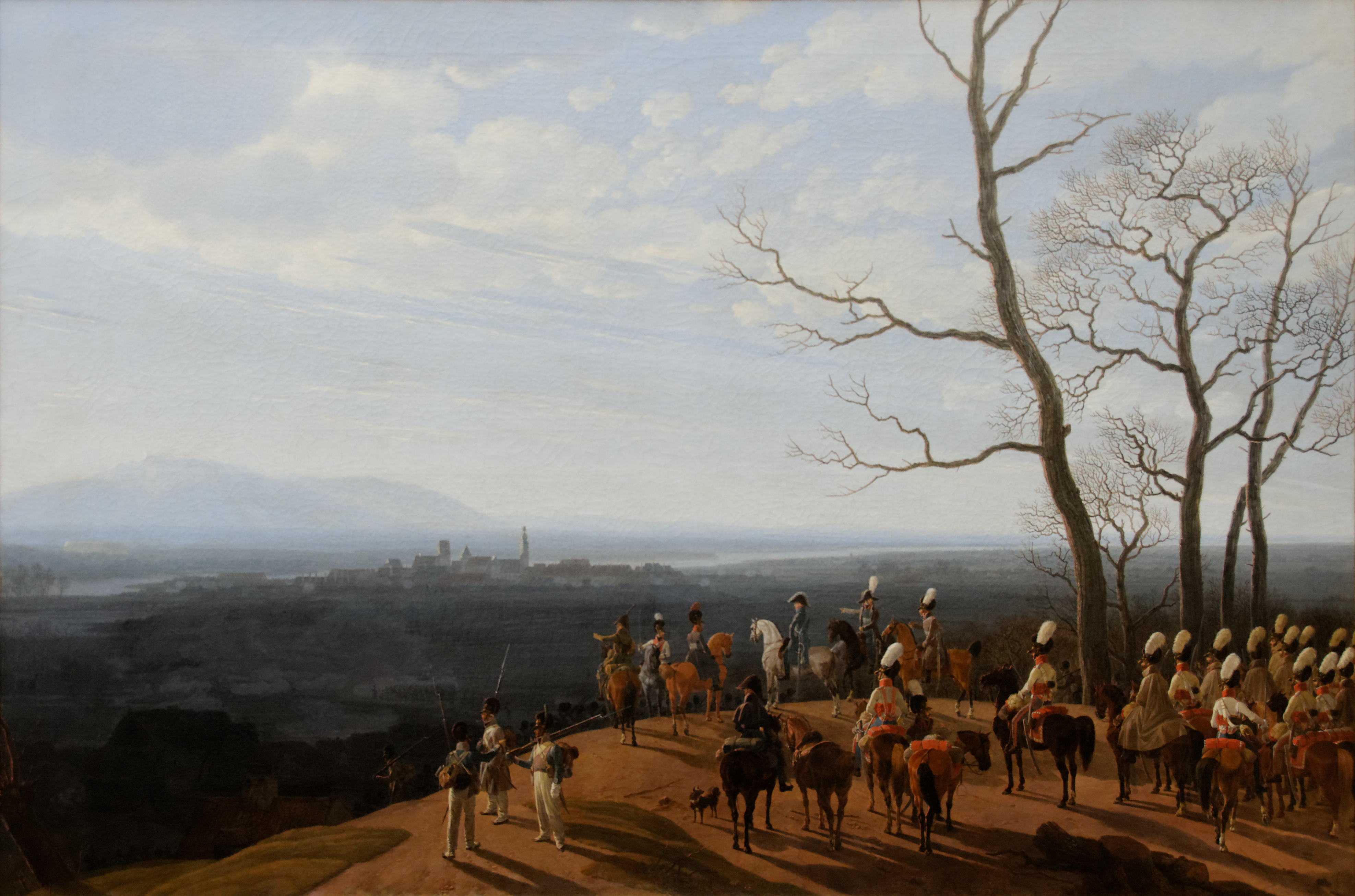
El sitio de Kosel (1808), Neue Pinakothek, Múnich

Wilhelm Alexander Wolfgang von Kobell (Mannheim, 6 de abril de 1766-Múnich, 15 de julio de 1855) fue un pintor y grabador neoclásico alemán, especializado en la pintura de paisaje. 

## Biografía
Nació en Mannheim en 1766, hijo del también pintor Ferdinand Kobell. Estudió en la Academia de Bellas Artes de Mannheim, donde fue alumno de su padre, así como de Aegid Verhelst y Franz Anton Leitenstorffer. Como su padre, recibió la influencia de los pintores holandeses del siglo XVII, y como su padre se especializó en la pintura de paisaje, especialmente de los alrededores de Múnich, un tipo de paisajes de evocación poética y composición rigurosa, con una luz clara y personajes de trazo preciso, generalmente en primer plano: Cazadores cerca de Schornford (1823, Folkwang Museum, Essen), Caballos de Isar, cerca de Múnich (1815, colección Schäfer, Schweinfurt), Vista de Tagernsee (1838, Neue Pinakothek, Múnich).
En 1792 fue nombrado pintor de la corte de Múnich. Entre 1807 y 1815 realizó por encargo del príncipe heredero Luis de Baviera una serie de doce Batallas de guerras napoleónicas (Residencia de Múnich). En 1809 residió en Viena y en el invierno de 1809-1810 en París. En 1814 fue nombrado profesor de pintura paisajística en la Academia de Bellas Artes de Múnich.
Wilhelm siguió el estilo de paisajismo realista de su padre, aunque con una mayor preocupación por la luz, que se denota en sus ambientes claros de luz fría y sombras alargadas, que otorga a sus figuras una consistencia dura y de aspecto metálico. Sus principales referentes fueron artistas holandeses como Nicolaes Berchem y Aelbert Cuyp. También recibió durante su estancia en París el influjo del neoclasicismo francés, como se denota en su cuadro Primeras carreras de caballos en Múnich durante el festival de octubre de 1810 (1811, Städtisches Historisches Museum, Múnich). En cambio, en sus cuadros de batallas se acerca más al realismo detallista del estilo Biedermeier; son cuadros en que la figura humana queda reducida a un tamaño mínimo, de tal manera que parecen soldados de juguete, y donde adquiere mayor relevancia el paisajismo, que denota una gran preocupación por los efectos de luz y los fenómenos atmosféricos (lluvia, niebla, bruma). Por lo general son composiciones ortogonales, de construcción formal y agudo modelado, que recuerda la obra de Bernardo Bellotto.
Su obra como grabador comprende 134 aguafuertes y aguatintas, también de influencia holandesa.